# Nemanja Nedović
Nemanja Nedović (ur. 16 czerwca 1991 w Novej Varošy) – serbski koszykarz, może występować na pozycji rozgrywającego i rzucającego obrońcy, obecnie zawodnik Olimpii Milano, reprezentant Serbii.

## Kariera klubowa
W 2005 w wieku 15 lat dołączył do Crvenej Zvezdy. Liczne sukcesy w drużynie młodzieżowej doprowadziły do debiutu w drużynie seniorskiej już 3 lata później. W pierwszym profesjonalnym sezonie uzyskiwał średnio 16.4 punkta w lidze serbskiej i 10.8 w Lidze ABA. Tak dobre wyniki zachęciły Crveną Zvezdę do przedłużenia kontraktu.
W 2012 podpisał kontrakt z Lietuvos Rytas Wilno które grało wtedy w Eurolidze. W Eurolidze zdobywał średnio 9.8 punktów, 2.5 zbiórek i 2.1 asyst na mecz. W trakcie sezonu potwierdził udział w drafcie.
W 2013 został wybrany z 30 numerem przez Phoenix Suns, ale został tego samego dnia wymieniony do Golden State Warriors. W NBA rozegrał 24 spotkania (średnio 6 minut na mecz).
W tym samym roku został przeniesiony do Santa Cruz Warriors z NBA G League.
11 listopada 2014 roku został zwolniony z drużyny.
3 dni później podpisał roczny kontrakt z Valencią BC.
2 lipca 2015 podpisał kontrakt z Unicają Malaga z którą wygrał w 2017 roku Euroligę.
27 czerwca 2018 podpisał wieloletni kontrakt z Olimpią Milan.

## Kariera reprezentacyjna
Reprezentował Serbię m.in. na Eurobaskecie 2015 na którym Serbia zajęła 4. miejsce przegrywając w meczu o 3. miejsce z Francją 81–68 oraz na Igrzyskach Olimpijskich w Rio de Janeiro 2016, które Serbia zakończyła na 2. miejscu ustępując jedynie reprezentacji USA.